# Шойребе
Шойребе (нем. Scheurebe) — технический (винный) сорт винограда, используемый в Германии и  Австрии для производства белых вин.

## Происхождение
Сорт получен в 1916 году немецким виноделом Георгом Шоем (нем. Georg Scheu) в городе Альцай и назван в честь селекционера. Сорт был выведен с расчётом на песчаные почвы, характерные для Рейнгессена. Профессор Гельмут Беккер полагает, что основной мотивацией было выведение более ароматного, морозоустойчивого и устойчивого к хлорозу сорта, чем Сильванер. Сам Шой ошибочно полагал, что вывел его скрещиванием Сильванер × Рислинг, но генетические исследования показали, что родительские сорта, это Рислинг × Букетребе (Сильванер × Скьява Гросса).
Генетические исследования сорта начал в австрийском Федеральном институте виноградарства и помологии Клостернойбурга доктор Фердинанд Регнер в конце 1990х, сразу же исключивший сильванер как родительский сорт. Исследования продолжились в 2012-2013 годах, и тогда была получена точная информация о происхождении сорта.
В 1956 году сорт был разрешен к разведению в Германии. По состоянию дел на начало 2020-х годов Шойребе — это второй после Мюллер-Тургау  по успешности нововыведенный немецкий сорт винограда.

## География
В основном культивируется в двух немецких винодельческих регионах — Рейнгессене и, с большим отставанием, Пфальце. В гораздо меньших масштабах выращивается во Франконии и Наэ. В Германии сорт теряет популярность, и площадь виноградников, занятых им, постепенно падает — с 2200 га в 2003 году до 1672 га в 2015.

В Австрии сорт культивируется в нескольких винных регионах — в основном в районе Нойзидлер-Зе (Бургенланд), и, с большим отставанием по площади виноградников, в Штирии и Вайнфиртеле. Как и в Германии, популярность сорта падает. 

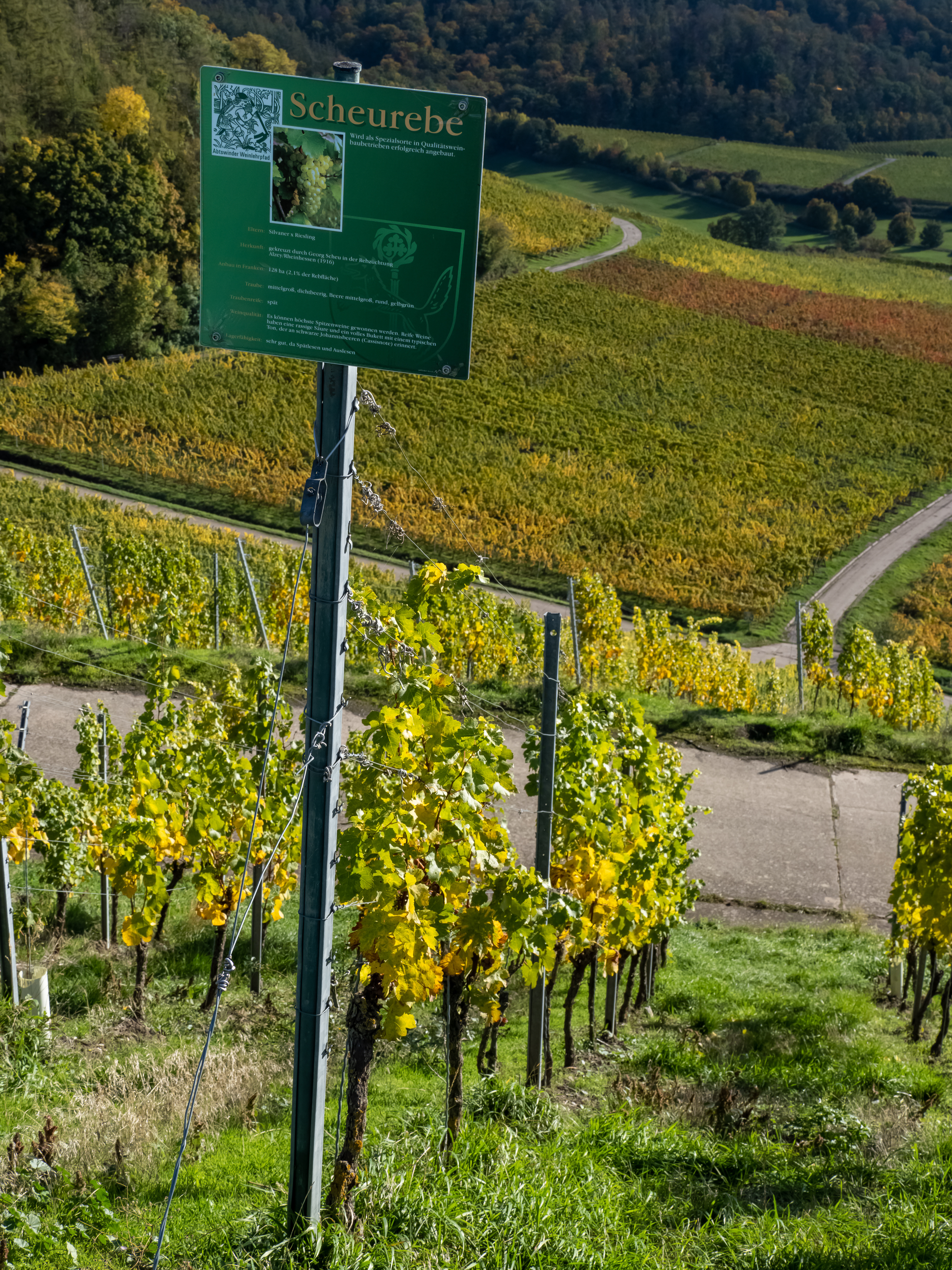
Посадки шойребе во Франконии

В Швейцарии, Канаде и Новой Зеландии есть небольшие виноградники с шойребе, общей площадью не превышающие нескольких гектар.

## Основные характеристики
Кусты сильнорослые.
Листья небольшие, среднерассечённые, в основном пятилопастные. Черешковая выемка закрытая.
Цветок обоеполый.
Грозди средние, цилиндрические, плотные.
Ягоды средние, округлые, плотные, зелёно-жёлтые. Мякоть с сильным сортовым ароматом, напоминающим чёрную смородину.
Сорт позднего периода созревания.
Урожайность высокая, более 100 Ц/га.
Восприимчив к оидиуму. Устойчив к хлорозу. Морозоусточивость ниже, чем у рислинга.

## Характеристики вина
Иногда, в СМИ и рекламных текстах шойребе называют «немецким совиньон-бланом». Вина из него готовят как сухие, так и сладкие, моносортовые и купажированные.
Сорт очень требователен к спелости. Если виноград собрать слишком рано, то вина получатся с отталкивающей, грубой кислотностью, водянистые, с неприятным, незрелым тоном.
Из-за своего пряного цветочного аромата, этот сорт приписывают к высокоароматичным, «букетным» или «парфюмерным» сортам винограда (гевюрцтраминер, торронтес, мускаты, мальвазия). Вина получаются полнотелые, золотисто-жёлтые, с выразительной фруктовой кислотностью, подобным рислингу пряным ароматом, тонами тропических фруктов и чёрной смородины. В основном сорт идёт на изготовление высококачественных вин, категории не ниже, чем «Beerenauslese» или «Trockenbeerenauslese». Подобно рислингу, сорт способен демонстрировать особенности терруара в органолептических нюансах вина.
Вино обладает потенциалом к хранению.

## Синонимы
Alzey S 88, Dr Wagnerrebe, Sämling 88, Scheu 88.
Сорт бахус иногда именуется фрюе шойребе (нем. Frühe Scheurebe), что порождает некоторую путаницу. Кроме того, что среди предков обоих сортов можно отыскать рислинг и сильванер, у них нет общей истории.